# Słowacja na Zimowych Igrzyskach Olimpijskich Młodzieży 2012
Słowację na Zimowych Igrzyskach Olimpijskich Młodzieży 2012, które odbywały się w Innsbrucku reprezentowało 30 zawodników.

## Skład kadry

### Biathlon
Chłopcy
| Zawodnik           | Konkurencja    | Finał   | Finał      | Finał |
| Zawodnik           | Konkurencja    | Czas    | Strzelanie | Poz.  |
| ------------------ | -------------- | ------- | ---------- | ----- |
| Ondrej Kosztolanyi | Sprint         | 22:48.5 | 4          | 41    |
| Ondrej Kosztolanyi | Bieg pościgowy | 34:52.2 | 6          | 36    |
| Peter Oravec       | Sprint         | 23:48.0 | 5          | 44    |
| Peter Oravec       | Bieg pościgowy | 38:22.1 | 9          | 44    |

Dziewczęta
| Zawodnik        | Konkurencja    | Finał   | Finał      | Finał |
| Zawodnik        | Konkurencja    | Czas    | Strzelanie | Poz.  |
| --------------- | -------------- | ------- | ---------- | ----- |
| Ivona Fialková  | Sprint         | 18:47.2 | 1          | 10    |
| Ivona Fialková  | Bieg pościgowy | 32:28.5 | 10         | 20    |
| Nikola Lapinova | Sprint         | 21:57.3 | 5          | 42    |
| Nikola Lapinova | Bieg pościgowy | 37:07.1 | 10         | 39    |

Składy mieszane
| Zawodnik                                                       | Konkurencja       | Finał     | Finał      | Finał |
| Zawodnik                                                       | Konkurencja       | Czas      | Strzelanie | Poz.  |
| -------------------------------------------------------------- | ----------------- | --------- | ---------- | ----- |
| Ivona Fialková Nikola Lapinova Ondrej Kosztolanyi Peter Oravec | Sztafeta mieszana | 1:24:42.9 | 11+17      | 17    |

### Biegi narciarskie
Chłopcy
| Zawodnik     | Konkurencja   | Finał   | Finał |
| Zawodnik     | Konkurencja   | Czas    | Poz.  |
| ------------ | ------------- | ------- | ----- |
| Andrej Segeč | Bieg na 10 km | 32:44.5 | 27    |

Dziewczęta
| Zawodnik           | Konkurencja  | Finał   | Finał |
| Zawodnik           | Konkurencja  | Czas    | Poz.  |
| ------------------ | ------------ | ------- | ----- |
| Barbora Klementová | Bieg na 5 km | 16:16.5 | 12    |

Sprint
| Zawodnik           | Konkurencja | Kwalifikacje | Kwalifikacje | Ćwierćfinał | Ćwierćfinał | Półfinał                | Półfinał                | Finał                   | Finał                   |
| Zawodnik           | Konkurencja | Wynik        | Poz.         | Wynik       | Poz.        | Wynik                   | Poz.                    | Wynik                   | Poz.                    |
| ------------------ | ----------- | ------------ | ------------ | ----------- | ----------- | ----------------------- | ----------------------- | ----------------------- | ----------------------- |
| Andrej Segeč       | Sprint      | 1:47.23      | 15 Q         | 1:50.0      | 3           | Nie zakwalifikował się  | Nie zakwalifikował się  | Nie zakwalifikował się  | Nie zakwalifikował się  |
| Barbora Klementová | Sprint      | 2:01.37      | 11 Q         | 2:01.5      | 3           | Nie zakwalifikowała się | Nie zakwalifikowała się | Nie zakwalifikowała się | Nie zakwalifikowała się |

Składy mieszane
| Zawodnik                                                          | Konkurencja                    | Finał     | Finał      | Finał |
| Zawodnik                                                          | Konkurencja                    | Czas      | Strzelanie | Poz.  |
| ----------------------------------------------------------------- | ------------------------------ | --------- | ---------- | ----- |
| Ivona Fialková Barbora Klementová Ondrej Kosztolanyi Andrej Segeč | Sztafeta mieszana z biathlonem | 1:10:14.7 | 1+10       | 17    |

### Hokej na lodzie
Drużyna dziewcząt:
- Viktoria Frankovicova
- Maria Hudecova
- Nikola Kaliska
- Romana Kiapesova
- Jana Kubalikova
- Zuzana Kubalikova
- Lubica Levcikova
- Katarina Luptakova
- Martina Matiskova
- Diana Papesova
- Maria Rajtarova
- Nikola Rezankova
- Lubica Stofankova
- Julia Svagerkova
- Dominika Takacova
- Miroslava Vavakova
- Silvia Vojtkova

Drużyna dziewcząt w hokeju na lodzie w fazie grupowej zajęła ostatnie (piąte) miejsce i nie zakwalifikowała się do dalszych rozgrywek.

### Narciarstwo alpejskie
Chłopcy
| Zawodnik    | Konkurencja     | Finał   | Finał  | Finał       | Finał |
| Zawodnik    | Konkurencja     | Bieg 1  | Bieg 2 | Łączny czas | Poz.  |
| ----------- | --------------- | ------- | ------ | ----------- | ----- |
| Roman Murin | Slalom          |         |        |             |       |
| Roman Murin | Slalom gigant   | 1:00.67 | DNF    | DNF         | DNF   |
| Roman Murin | Supergigant     |         |        | 1:07.01     | 18    |
| Roman Murin | Superkombinacja | 1:05.37 | DNF    | DNF         | DNF   |

Dziewczęta
| Zawodnik     | Konkurencja     | Finał   | Finał  | Finał       | Finał |
| Zawodnik     | Konkurencja     | Bieg 1  | Bieg 2 | Łączny czas | Poz.  |
| ------------ | --------------- | ------- | ------ | ----------- | ----- |
| Petra Vlhová | Slalom          | 40.71   | 39.05  | 1:19.76     |       |
| Petra Vlhová | Slalom gigant   | 57.35   | 59.16  | 1:56.61     | 4     |
| Petra Vlhová | Supergigant     |         |        | 1:06.86     | 9     |
| Petra Vlhová | Superkombinacja | 1:06.71 | 35.51  | 1:42.22     | 4     |

### Saneczkarstwo
Chłopcy
| Zawodnicy                     | Konkurencja | Finał   | Finał   | Finał    | Finał   |
| Zawodnicy                     | Konkurencja | Ślizg 1 | Ślizg 2 | Razem    | Miejsce |
| ----------------------------- | ----------- | ------- | ------- | -------- | ------- |
| Jozef Petrulak                | Jedynki     | 40.718  | 40.493  | 1:21.211 | 18      |
| Jozef Cikovsky Patrik Tomasko | Dwójki      | 42.930  | 43.018  | 1:25.948 | 5       |

Dziewczęta
| Zawodnicy         | Konkurencja | Finał   | Finał   | Finał    | Finał   |
| Zawodnicy         | Konkurencja | Ślizg 1 | Ślizg 2 | Razem    | Miejsce |
| ----------------- | ----------- | ------- | ------- | -------- | ------- |
| Nikola Drajnova   | Jedynki     | 41.574  | 41.326  | 1:22.900 | 19      |
| Tatiana Zifcakova | Dwójki      | 41.080  | 41.727  | 1:22.807 | 17      |

Zespołowo
| Zawodnik                                                     | Konkurencja      | Finał   | Finał      | Finał  | Finał        | Finał |
| Zawodnik                                                     | Konkurencja      | Chłopcy | Dziewczęta | Dwójki | Łączny wynik | Poz.  |
| ------------------------------------------------------------ | ---------------- | ------- | ---------- | ------ | ------------ | ----- |
| Nikola Drajnova Jozef Petrulak Jozef Cikovsky Patrik Tomasko | Zawody drużynowe | 45.969  | 47.911     | 47.396 | 2:21.276     | 9     |